# تاریخ کره
دوره پارینه‌سنگی زیرین در شبه‌جزیره کره و منچوری از حدود یک میلیون سال پیش آغاز شد. قدمت نخستین سفال‌های کره به حدود ۸ هزار سال پیش از میلاد بازمی‌گردد. دوران نوسنگی در حدود ۶ هزار سال پیش از میلاد در کره آغاز شد و کره در ۲ هزار سال پیش از میلاد وارد عصر برنز و در حدود ۷۰۰ پیش از میلاد وارد عصر آهن شد.

## پیدایش
تاریخ کره به عصر برنز برمی‌گردد. در سال ۱۹۴ پیش از میلاد یک سردار فراری چینی به نام ویمن قدرت را در این منطقه به دست گرفت؛ ولی چندی نینجامید که دودمان هان در چین، حکومت وی را سرنگون ساخت و کره جزئی از امپراتوری چین شد. کره در ۱۰۸ پیش از میلاد به چهار مستعمره مجزای چین تقسیم شد.

## دوره سه پادشاهی و رواج آیین بودا
در حدود سال‌های ۵۰ پیش از میلاد تا ۶۶۰ میلادی سه دولت سلطنتی در شبه جزیره کره وجود داشت که عبارت بودند از: شیلا، باکجه و گوگوریو که در میان آن‌ها گوگوریو وسعت،جمعیت و اقتدار بسیار بیشتری دارا بود. در همین دوران آئین بودائی رواج یافت. در اواخر قرن هفتم با هجوم گسترده تانگ پس از هفتاد سال جنگ، گوگوریو و بکجه سقوط کردند و شیلای متحد با تانگ توانست دوسوم از خاک شبه جزیره کره را بدست بیاورد و بعنوان یک سرزمین از زیردستان امپراطوری تانگ شناخته شود و بدین ترتیب دوران سه پادشاهی تمام شد؛ در منچوری و شمال شبه‌جزیره کره ،مردم گوگوری سابق، کشور بالهه را در آغاز قرن هشتم ایجاد کردند که توسط برخی مورخان دوران دو پادشاهی خوانده می‌شود اما بخاطر نامأنوسی و جمعیت ترکیبی و دانش اندک از آن، گروهی دیگر آنرا چندان جزوی از تاریخ کره به حساب نمی‌آورند.

## دودمان گوریو و حمله مغول‌ها
در سال ۹۱۸ میلادی فرمانروایی به نام ته‌جو وان گان توانست حکومت واحدی را در شبه جزیره کره تشکیل دهد و نامش را به نیابت از احیای گوگوریو، گوریو بگذارد. حکومت گوریو تا سال ۱۲۳۱ به طول انجامید، در آن سال قوم مغول کشور را تصرف کرد و به دنبال آن آئین کنفوسیوس در کره رواج یافت و بودا تضعیف شد. در سال ۱۲۶۰ حکومت مغولان پایان یافت و حکومت گوریو دوباره برقرار شد؛ عمر قریب به پانصد ساله گوریو، تاریخ میانه‌ی کره تلقی می‌گردد.

## پادشاهی چوسان
پیروان دین کنفوسیوس به تدریج در دستگاه‌های دولتی راه یافتند و سرانجام در سال ۱۳۹۲ میلادی به ریاست ارتشبد تائجو چوسان به حکومت گوریو پایان دادند و از این زمان پادشاهی چوسان تا سال ۱۸۹۷ کنترل کشور را در دست گرفت. ۲۶ پادشاه در طی حکومت این سلسله به قدرت رسیدند و پایتخت آنان شهر هان‌یانگ (سئول امروزی) بود.
در قرون پانزدهم و شانزدهم کره از نظر علمی و فرهنگی به پیشرفت‌های شایانی رسید. در زمان حکومت این امپراتوری آئین کنفوسیوس بجای آئین بودا رسمیت یافت.

### حملات دیگر کشورها
در سال ۱۵۹۲ ژاپنی‌ها به کره لشکرکشی کردند ولی حکومت با کمک چینی‌ها حمله آنان را دفع کرد. در اوایل قرن هفدهم پس از هجوم ارتش چینگ و شکست چوسان در مرزهای شمالی، کره تابع و سرسپرده دولت چین شد بعدها چنان از رابطه با دیگر کشورهای خارجی ابا داشت که به کشور (پادشاهی) منزوی معروف شد.
در قرن نوزدهم استثمار مردم توسط اشراف شدت گرفت. از نیمه دوم همان قرن علاقه کشور ژاپن به این سرزمین جلب شد. در سال ۱۸۷۶ سرانجام بنادر کره بر روی کشتی‌های تجارتی خارجی گشوده شد. این امر با انعقاد یا معاهده تجاری اجباری با ژاپن صورت گرفت و کمی بعد آمریکا و کشورهای اروپایی وارد داد و ستد با کره شدند. این عمل نهایتاً منجر به دخالت دولت خارجی در امور داخلی کره شد.

## پیش از تقسیم
از سال ۱۹۱۰ تا پایان جنگ جهانی دوم در سال ۱۹۴۵، کره تحت کنترل ژاپن بود. بیشتر کره ای‌ها مردمی بودند که مشغول کشاورزی بودند. در دهه ۱۹۳۰، ژاپن معادن، سدهای برق آبی، آسیاب‌های فلزی و کارخانه‌های تولیدی در کره شمالی و منچوری را توسعه داد. طبقه کارگر صنعتی کره به سرعت گسترش یافت و بسیاری از کره ای‌ها به کار در منچوری رفتند. در نتیجه، ۶۵٪ از صنایع سنگین کره در شمال واقع شده بود، اما به دلیل زمین ناهموار، تنها ۳۷٪ از کشاورزی آن را در اختیار داشت.
جنبش چریکی کره ای در فضای داخلی کوهستان و منچوری ظهور کرد. یکی از برجسته‌ترین رهبران چریکی کمونیست کیم ایل سونگ بود.

## دوران حکومت ژاپن

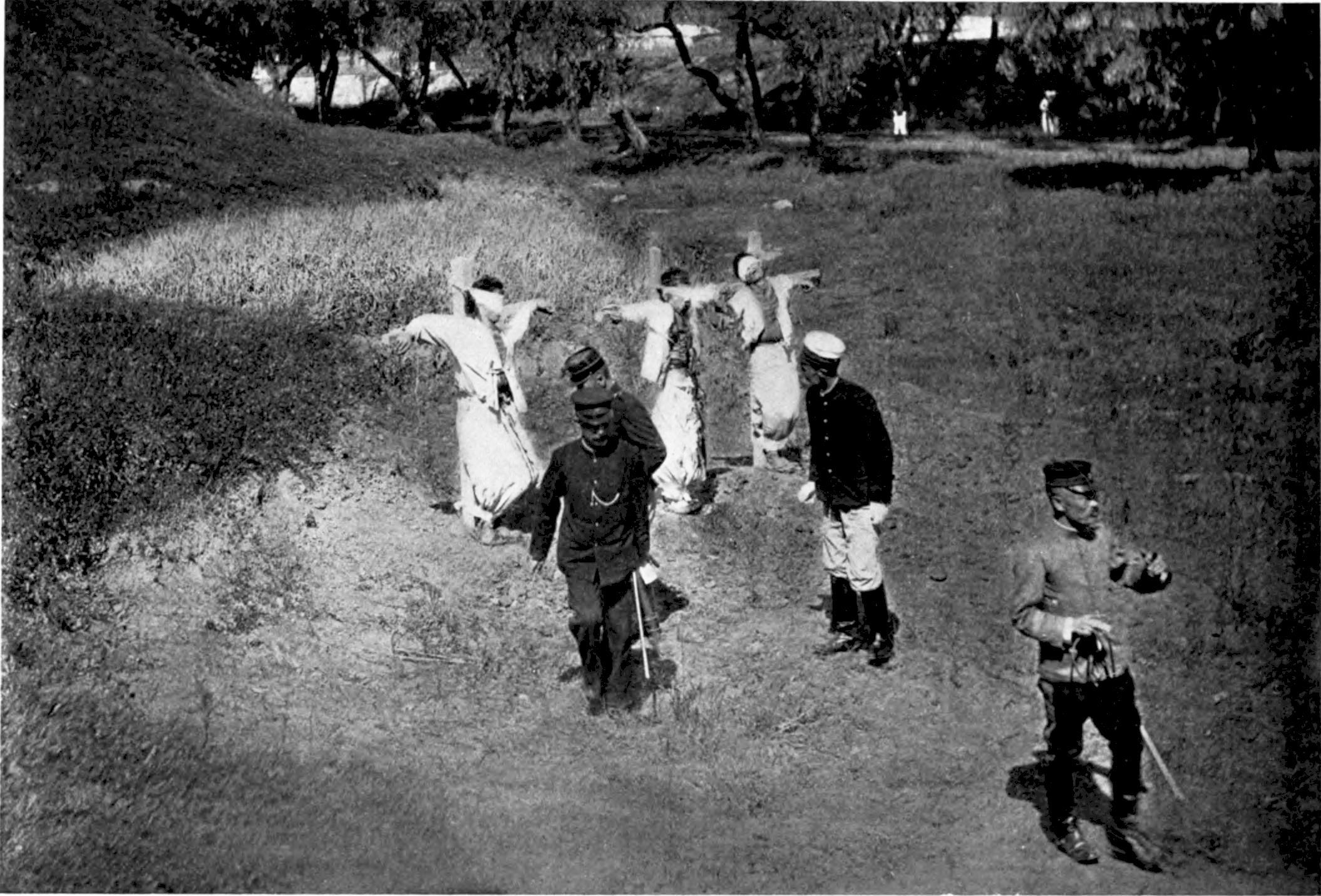
تیرباران سه کره‌ای به خاطر تخریب راه‌آهن در واکنش به تعرض ژاپنی‌ها به کشورشان بدون پرداخت هزینه به مردم محلی

پس از پیروزی‌های ژاپن در نخستین جنگ با دودمان چینگ در چین (۱۸۹۴ تا ۱۸۹۵) (بخشی از نخستین جنگ چین و ژاپن) و جنگ با امپراتوری روسیه (۱۹۰۴ تا ۱۹۰۵) (بخشی از جنگ روسیه و ژاپن) کره به کلی تحت استیلای ژاپن قرار گرفت. حتی بین ۱۸۸۹ تا ۱۹۱۰ حکومتی به نام امپراطوری کره با نفوذ امپراتوری روسیه در این کشور پدید آمد. گوجونگ کره امپراتور کره خواست با اعزام هیئتی به دیوان بین‌المللی دادگستری در لاهه، کشور خود را از زیر نفوذ کشور ژاپن بیرون بیاورد؛ ولی با کشف این موضوع مجبور به استعفا شد و پسرش سانجونگ کره آخرین امپراتور دودمان یی به پادشاهی رسید.
در بین سال‌های ۱۹۰۵ تا ۱۹۱۰ میلادی مبارزه ضد حکومت ژاپنی‌ها ادامه داشت. در سال ۱۹۱۰ میلادی کشور کره رسماً به امپراتوری ژاپن ضمیمه شد. ژاپن صنایع جدید و ترابری ریلی را در آنجا احداث کرد اما این امر نتوانست جلوی آزادی‌طلبی کره‌ای‌ها را بگیرد.
در اوایل مارس ۱۹۱۹ میلادی به دنبال مرگ آخرین امپراتور کره، یک گردهمایی عظیم با شرکت ۲ میلیون تَن در سئول برگزار شد و طی آن کره‌ای‌ها خواستار استقلال شدند. در طی این گردهمایی برخوردهای خونینی میان قوای ژاپنی و مزدوران کره‌ای آن‌ها با اجتماع کنندگان صورت گرفت که منجر به کشتن و زخمی شدن ۲۳۰۰۰ تن و دستگیری بیش از ۴۷۰۰۰ تن شد. در ماه آوریل همان سال رهبران استقلال‌طلبان، از جمله سینگمان ری آن چانگ هوو کیم کو دولت موقت کره را در شهر شانگهای چین تشکیل دادند. ژاپنی‌ها با نهایت قدرت استیلای خود را بر کره ادامه داده و سرمایه‌دارانش به غارت این سرزمین شدت بخشیدند.

## جنگ جهانی دوم
در زمان جنگ دوم چین و ژاپن و جنگ جهانی دوم پایه‌های نفوذ ژاپن در کره به سستی گرائید. در ابتدای جنگ‌ها که شانگهای به تصرف ژاپن درآمد دولت موقت کره از آنجا متواری شد. در طی جنگ جهانی دوم، دولت‌های آمریکا، چین و بریتانیا به مردم کره وعده استقلال دادند. نیروهای استقلال طلب کره‌ای در سراسر چین پخش شدند و در سال ۱۹۴۲ میلادی به ژاپن اعلام جنگ دادند. این نیروها با نیروهای متفقین در کره همکاری کرده و تا زمان تسلیم ژاپن در سال ۱۹۴۵ میلادی به جنگ ادامه دادند.

## تقسیم کره

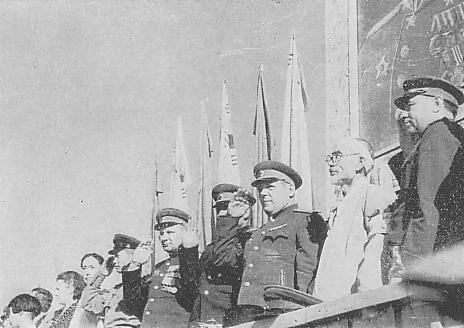
جشن استقبال از ارتش سرخ در پیونگ یانگ در ۱۴ اکتبر ۱۹۴۵

شبه‌جزیرهٔ کره، ابتدا از مرز مدار ۳۸ درجه و بعدتر از محل سرحد مشخص شده تقسیم شد.

تقسیم کره به کره شمالی و جنوبی از پیروزی متفقین در جنگ دوم جهانی در سال ۱۹۴۵ و پایان ۳۵ سال سلطهٔ ژاپن بر کره نشأت گرفت. در طرحی که قریب به اتفاق کره‌ای‌ها باآن مخالف بودند، ایالات متحده آمریکا و اتحاد جماهیر شوروی توافق کردند که قیمومت موقت کشور را از محل مدار ۳۸ درجه، برعهده گیرند. هدف از طرح قیمومت کمک به ایجاد یک دولت موقت کره‌ای بود که «در موعدی مقرر مستقل و آزاد» شود. اما اگرچه تاریخ برگزاری انتخابات هم مشخص شده بود، اتحاد جماهیر شوروی از همکاری با برنامه‌های سازمان ملل متحد برای برگزاری انتخابات آزاد و عمومی در دو کره سر باز زد و در نتیجهٔ آن، یک دولت کمونیست تحت حمایت اتحاد جماهیر شوروی به‌طور دائم در شمال تأسیس شد و یک دولت طرفدار غرب در جنوب. دو ابرقدرت از رهبران متفاوتی جانبداری کردند. دو دولت مجزا در کشور برقرار شد که هر یک مدعی زمامداری تمام شبه‌جزیره بودند.
در نتیجهٔ جنگ کره (۵۳–۱۹۵۰) دو کرهٔ مجزا بر جا ماند که از زمان جنگ سرد تا امروز پابرجاست. کره شمالی یک دولت کمونیستی‌ست - هرچند آخرین موارد به کار بردن کلمهٔ کمونیسم از قانون اساسی این کشور در سال ۲۰۰۹ حذف شد- که اغلب آن را استالینیست و انزواگرا توصیف می‌کنند. اقتصاد کره شمالی در ابتدا از رشد قابل توجهی برخوردار بود اما در دههٔ ۹۰ (بر خلاف همسایهٔ کمونیست خود جمهوری چین) سقوط کرد. کره جنوبی پس از چند دهه حکومت استبدادی اکنون به یک دولت دموکراتیک لیبرال و کاپیتالیست تبدیل شده‌است.
از دههٔ ۱۹۹۰، با لیبرالتر شدن دولت‌های کره جنوبی و مرگ بنیان‌گذار کره شمالی کیم ایل سونگ و جانشینی پسرش کیم جونگ ایل، دو طرف گام‌های نمادین کوچکی برای الحاق احتمالی دو کره برداشته‌اند.
هم‌اکنون این احساس در کره جنوبی رایج است که حضور نظامی آمریکا مانع اتحاد دو کره می‌شود.

## جنگ کره (۱۹۵۰–۱۹۵۳)

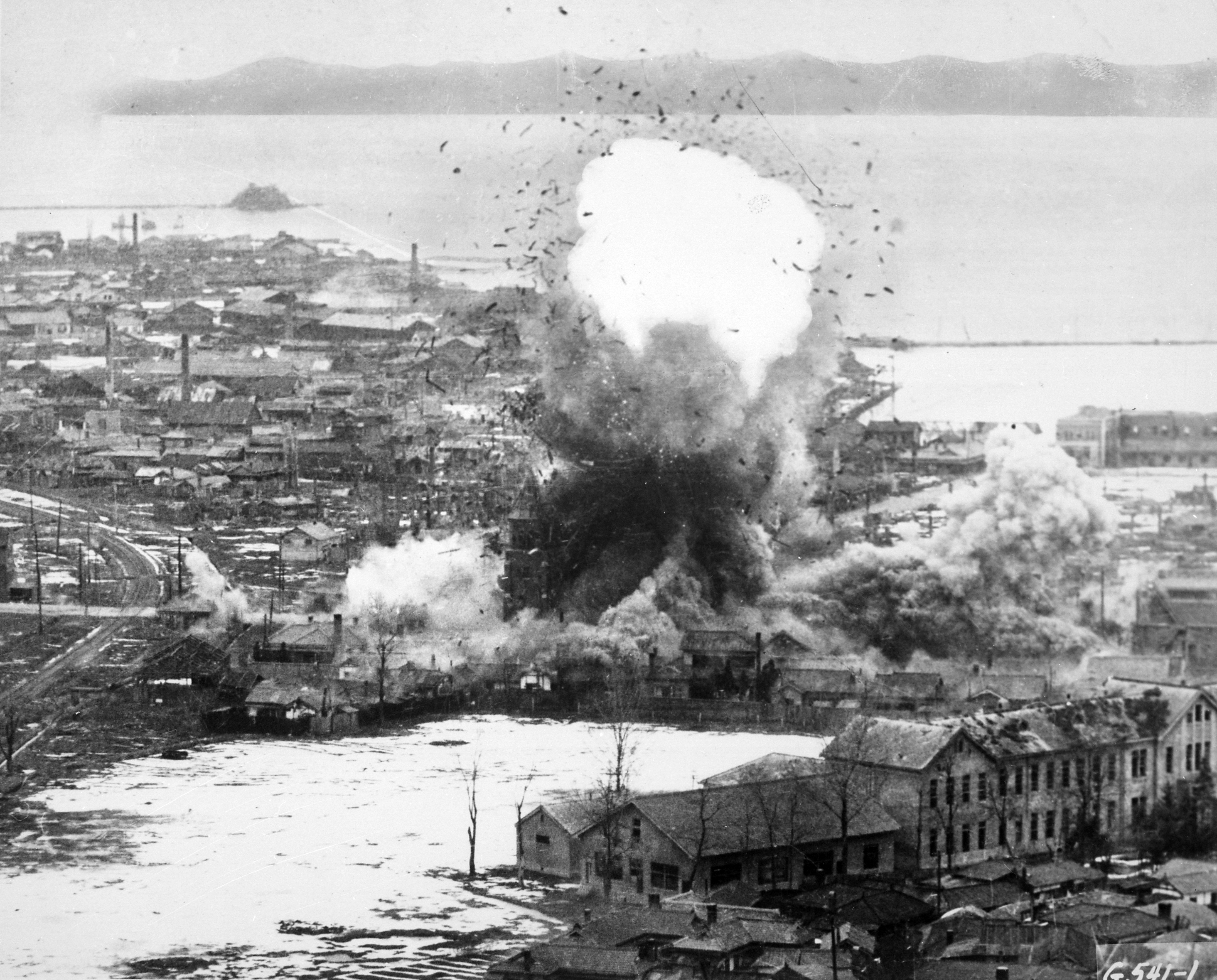
بمباران هواپیماهای آمریکا ونسان، کره شمالی، ۱۹۵۱

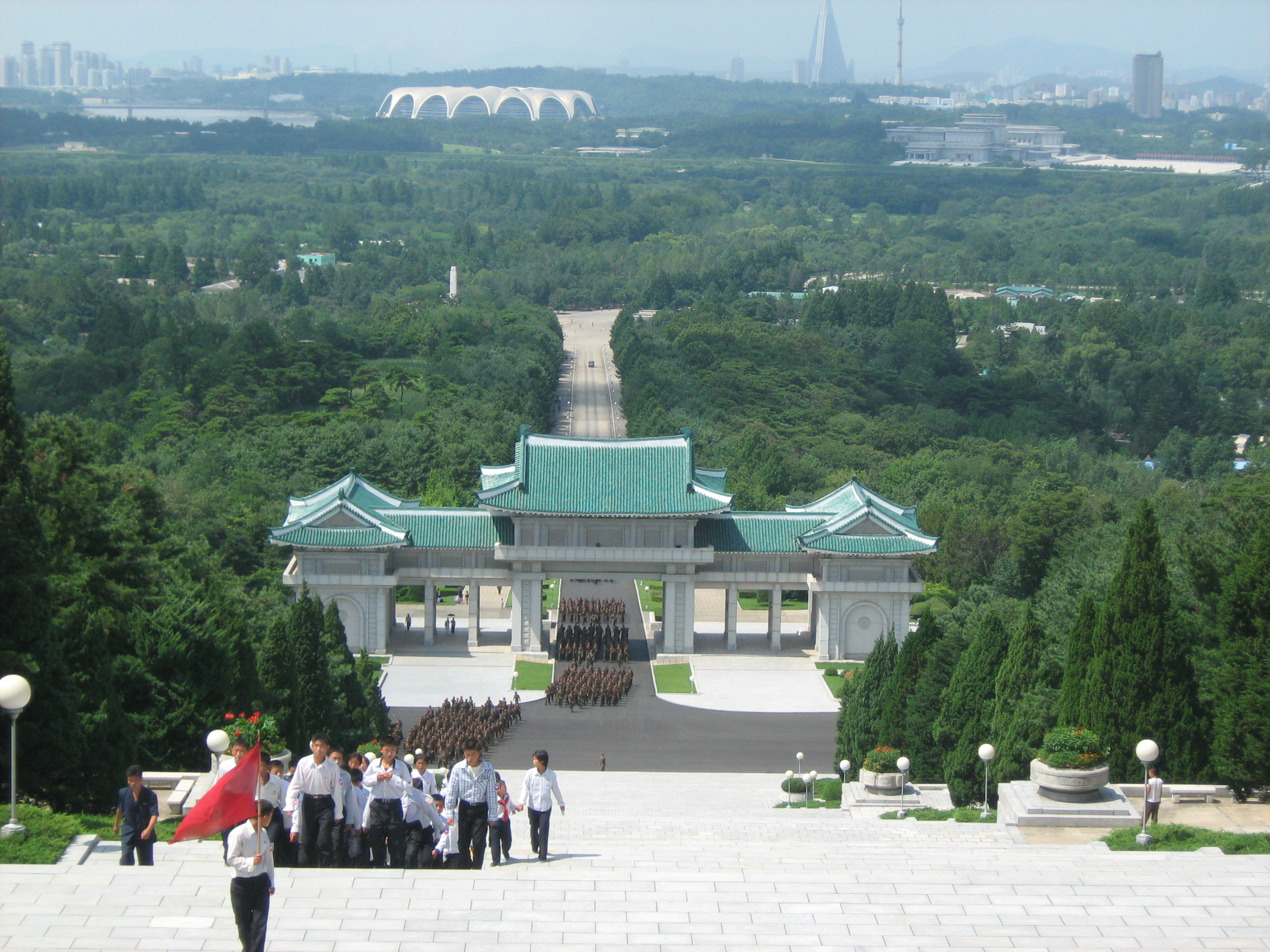
تمرین سال ۲۰۱۲ در پیونگ یانگ برای روز پیروزی، پایان جنگ

با پشتیبانی نیروهای سازمان ملل متحد به رهبری ایالات متحده و جمهوری دمکراتیک خلق کره (کره شمالی) با پشتیبانی چین و کمک نظامی اتحاد جماهیر شوروی سوسیالیستی بود که در ۲۵ ژوئن ۱۹۵۰ با ورود نیروهای تحت فرمان حکومت کمونیستی کیم ایل سونگ به بخش جنوبی آغاز شد و در ۲۷ ژوئیه ۱۹۵۳ با پیمان آتش‌بس به حالت ترک مخاصمه به پایان رسید.
این جنگ نتیجه تقسیم کره پس از جنگ جهانی دوم بود. این کشور از سال ۱۹۰۵ تا پایان جنگ جهانی دوم در تصرف ژاپن بود. با شکست ژاپن در جنگ جهانی دوم نیروهای آمریکایی وارد بخش جنوبی شبه‌جزیره کره و نیروهای شوروی وارد بخش شمالی آن شدند و خط معروف به مدار ۳۸ درجه به عنوان مرز دو طرف تعیین شد. تلاش‌ها برای برگزاری یک انتخابات آزاد در سراسر شبه‌جزیره کره بی‌نتیجه ماند و این موضوع تنش‌ها بین دو طرف را افزایش داد. یک حکومت دست راستی متحد آمریکا در بخش جنوبی و یک حکومت کمونیستی متحد شوروی در بخش شمالی به قدرت رسید که هر دو مدعی حکومت بر کل شبه‌جزیره کره بودند و طرف مقابل را هیچگاه رسمیت نشناخته‌اند.
جنگ کره در ۲۵ ژوئن ۱۹۵۰ با گذشتن نیروهای تحت فرمان کیم ایل سونگ رهبر کره شمالی از مدار ۳۸ درجه آغاز شد. دو روز بعد شورای امنیت ملل متحد به پیشنهاد آمریکا قطعنامه‌ای را برای کمک نظامی به کره جنوبی به تصویب رساند. شوروی که در شورای امنیت صاحب حق وتو بود در آن هنگام جلسات شورا را در اعتراض به وضعیت کرسی چین در این سازمان تحریم کرده بود (کرسی چین با وجود تصرف تمام خاک اصلی این سرزمین توسط جمهوری خلق چین به رهبری مائو در سال ۱۹۴۹ همچنان در اختیار حکومت جمهوری چین بود) و در نتیجه این قطعنامه بدون حضور شوروی به امضا رسید. در مجموع ۳۴۱ هزار سرباز برای کمک به کره جنوبی به جنگ اعزام شدند که ۸۸ درصد آنان آمریکایی و بقیه از ۲۰ کشور دیگر بودند.
نیروهای کمونیست کره شمالی که از نظر تجهیزات نظامی برتری مطلق بر همسایه جنوبی داشتند، مراحل اولیه جنگ را با موفقیت طی کرده و تقریباً تمام کره به جز شبه‌جزیره بوسان در جنوب شرقی را اشغال کردند، اما با ورود نیروهای سازمان ملل که فرماندهی آن‌ها را داگلاس مک‌آرتور فرماندار نظامی آمریکا در ژاپن بر عهده داشت، ورق برگشت. در ۱۵ سپتامبر ۱۹۵۰ نیروهای آبی-خاکی آمریکا در بندر اینچه‌اون ۱۶۰ کیلومتر پشت خطوط ارتش کره شمالی پیاده شده و این شهر را به تصرف خود درآوردند و ۱۰ روز بعد سئول دوباره به دست قوای کره جنوبی افتاد. در ۱ اکتبر قوای سازمان ملل از مدار ۳۸ درجه گذشته و در ۱۹ اکتبر پیونگ یانگ پایتخت کره شمالی به تصرف آن‌ها درآمد. نیروهای سازمان ملل سپس تا رود یالو در مرز چین و کره پیشروی کرده و تقریباً تمام شبه‌جزیره را اشغال کردند. اما در این مرحله ورود میلیون‌ها سرباز چینی، تحت عنوان قوای داوطلب، وضعیت را تغییر داده و نیروهای کره شمالی و چین مجدداً تا سئول پیش رفتند. هرچند نیروهای سازمان ملل دوباره سئول را اشغال و نیروهای کره شمالی و چین را تا مدار ۳۸ درجه عقب راندند. از ژوئیه ۱۹۵۱ جنگ به حالت مغلوبه درآمده و مذاکرات آتش‌بس بین دو طرف آغاز شد، این مذاکرات دو سال بعد، پس از شکست دموکرات‌ها در آمریکا و آغاز ریاست جمهوری آیزنهاور در ژوئیه ۱۹۵۳ به پیمان آتش‌بس انجامید و مدار ۳۸ درجه به عنوان مرز دو طرف تعیین شد. این پیمان هنوز اعتبار خود را حفظ کرده و هنوز معاهده صلحی میان دو کشور امضا نشده‌است.

### آغاز جنگ با حمله کره شمالی
در ۲۵ ژوئن سال ۱۹۵۰ میلادی کره شمالی به کره جنوبی حمله‌ور شد. هفت لشکر پیاده و یک تیپ تانک عملیات را آغاز کردند. سازمان ملل متحد دست به کار شد و در همان روز شورای امنیت سازمان ملل متحد بدون حضور شوروی که جلسه را به دلیل دادن کرسی چین به تایوان تحریم کرده بود قطعنامه‌ای را تصویب کرد که طی آن خواستار توقف جنگ و عقب‌نشینی کره شمالی به شمال مدار ۳۸ درجه شد. در ۲۷ ژوئن ۱۹۵۰ شورای امنیت سازمان ملل متحد به پیشنهاد آمریکا تصویب کرد که نیروهای چند دولت عضو آن سازمان جهت مقابله با حمله کره شمالی به کره جنوبی بشتابند. به دنبال این تصمیم آمریکا و ۱۵ کشور دیگر نیروهای نظامی خود را برای شرکت در جنگ اعزام داشتند. ارتشبد داگلاس مک‌آرتور تا سال ۱۹۵۱ فرماندهی نیروهای سازمان ملل را به عهده داشت. در این مدت نیروهای کره شمالی با سرعت زیادی در حال پیشروی در خاک کره جنوبی بودند.

### ورود غرب به جنگ
در روز ۲۸ ژوئن سئول به دست آنان سقوط کرد. پنج روز پس از حمله تردیدی باقی نماند که شکست نهایی از آن نیروهای کره جنوبی و متحدانش به خصوص آمریکا است. از این رو آمریکا سواحل کره را محاصره کرده و شروع به بمباران مناطق صنعتی و مسکونی کره شمالی نمود. در تمام این مدت تلفات سنگینی به متحدین وارد می‌شد تا اینکه نیروهای تازه‌نفس وارد جنگ شدند. در هفته‌های آغاز جنگ، نیروهای کره جنوبی و آمریکا به اطراف شهر بوسان در منتهای جنوب شرقی شبه جزیره کره عقب رانده شده بودند. به تدریج میزان نیروهای آمریکایی افزوده شد تا حدی که ورق به ضرر کره شمالی برگشت. در روز پانزدهم سپتامبر ۱۹۵۰ نیروهای آمریکایی در اینچئون واقع در ساحل غربی کره جنوبی پیاده شده و طی حمله‌ای برق آسا شهر سئول را اشغال کردند. سایر قوای متحدین نیز دست به تعرض زده و کمونیست‌ها به سوی شمال عقب‌نشینی کردند. قوای سازمان ملل به سوی نواحی شمالی پیش رفتند و در روز ۱۰ اکتبر شهر پیونگ‌یانگ پایتخت کره شمالی به دست آنان افتاد. در شانزدهم اکتبر نیروهای کره جنوبی به مرز منچوری یا همان رود یالو رسیدند و ظاهراً پیروزی برای آنان تکمیل شده بود.

### ورود چین به جنگ
چین کمونیست به عنوان دفاع از مرزهای خود و به دلیل این که خود هدف بعدی نباشد در صحنه نبرد به نفع کره شمالی وارد شد. سربازان چینی در آغاز به صورت داوطلب در جبهه‌ها حضور داشتند اما لشکرهای منظم آنان بعدها وارد عمل شدند و در ماه نوامبر ۱۹۵۰ ضربات شدیدی بر نیروهای آمریکایی وارد آوردند. از همین ماه عقب‌نشینی سپاهیان سازمان ملل آغاز شد و ادامه یافت. تا روز سوم دسامبر ۱۹۵۲ سئول بار دیگر به دست نیروهای چینی و کره شمالی افتاد. حمله متقابل نیروهای آمریکایی سرانجام موجب تسلط دوباره آنان در بیست و هفتم آوریل سال ۱۹۵۲ بر سئول شد. در این میان، ارتشبد مک آرتور از فرماندهی متحد برکنار شد و ارتشبد متیو ریجوی جانشین وی شد (دلیل این عمل طرح مک آرتور برای بمباران اتمی مرز چین با کره شمالی به خاطر جلوگیری از ورود سیل سربازان چینی بود). به دنبال آخرین حمله تعرضی کمونیست‌ها که در ۱۶ مه ۱۹۵۳ صورت گرفت و سئول سقوط کرد نیروهای سازمان ملل به حمله نهایی دست زده و سئول را دوباره اشغال کردند. از ماه ژوئن تلاش برای مذاکره میان طرفین آغاز شد. با این حال جنگ‌های کوچکی همچنان در جریان بود که تلفات سنگینی بر جای نهاد. در این مدت تنها سربازان چین به یک حمله شدید دست زدند.

### مذاکرات
مذاکرات ترک مخاصمه ادامه یافت و سرانجام در ۲۷ ژوئیه ۱۹۵۳ پیمان آتش‌بس جنگ کره امضاء شد. لازم است ذکر شود که هیچ‌گاه پیمان صلحی میان این دوکشور امضا نشد و دو کشور تا به امروز در حالت جنگ هستند.

### خسارات
وضع دو کره نسبتاً به همان وضع سابق ماند. این جنگ، خرابی‌ها و خسارات و تلفات فراوان به بار آورد و بسیاری از تأسیسات صنعتی و شهرها در ضمن آن ویران شد. تلفات نیروهای سازمان ملل و کره جنوبی به ۷۴۰۰۰ کشته (۵۴۲۴۶ آمریکایی) و ۲۵۰۰۰۰ زخمی (۱۰۳۲۸۴ آمریکایی) و ۸۳۰۰۰ (اکثر آمریکایی) مفقودالاثر و اسیر رسید. تعداد کشته شدگان و زخمیان چینی ۹۰۰۰۰ تن و کره شمالی نیز ۵۲۰۰۰ تن بوده‌است. در ضمن حدود ۴۰۰۰۰۰ غیرنظامی نیز در طی این جنگ کشته شدند.

## کره‌های امروزی
با شروع ایسونگمن ری در سال ۱۹۴۸، مجموعه ای از دولت‌های استبدادی با پشتیبانی و نفوذ آمریکایی‌ها در کره جنوبی قدرت را به دست گرفتند. با کودتای پارک چونگ هی در سال ۱۹۶۱، سیاست اقتصادی جدیدی آغاز شد. به منظور ارتقاء توسعه اقتصادی، از سیاست صنعتی‌سازی صادرات‌محور استفاده شد. پارک اقتصاد کره جنوبی را از طریق سلسله برنامه‌های پنج ساله بسیار موفق توسعه داد. توسعه اقتصادی کره جنوبی با حمایت از چایبول، شرکت‌های بزرگ خانوادگی مانند سامسونگ، هیوندای، گروه اس‌کی و ال‌جی رخ داد. چایبول از طریق معافیت مالیاتی و وام ارزان قیمت، حمایت مالی را به دست آورد و از نیروی کار ارزان کره جنوبی برای تولید محصولات صادراتی بهره برد. دولت آموزش و پرورش را در اولویت بسیار بالایی قرار داد تا بتواند جمعیتی تحصیل‌کرده را ایجاد کند که بتواند در تولید اقتصاد مؤثر باشد. با وجود بی‌ثباتی سیاسی گاه‌وبیگاه، اقتصاد کره جنوبی پس از آن تقریباً چهل سال، در دوره‌ای به نام معجزه رود هان، شاهد رشد عظیمی بود. این معجزه بی‌نظیر اقتصادی کره جنوبی را از یکی از فقیرترین کشورهای جهان پس از جنگ کره به کشوری کاملاً توسعه‌یافته در یک نسل منتقل کرد.
کره جنوبی سرانجام به دلیل تقاضای مردمی برای اصلاحات سیاسی در سال ۱۹۸۷ به یک دموکراسی در بازار منتقل شد و در سال بعد به عنوان دومین کشور آسیایی میزبان بازی‌های المپیک تابستانی در سال ۱۹۸۸ شد. اقتصاد کره جنوبی از صادرات صنعت ارزان و با ارزش پایین، سرانجام به سمت صنایع با ارزش بالاتر همچون فناوری اطلاعات، کشتی‌سازی، خودروسازی و صنایع پتروشیمی حرکت کرد. امروز کره جنوبی یک اقتصاد پیشرو و یک نیروگاه فناوری است و حتی کشورهایی مانند ایالات متحده در فناوری اطلاعات و ارتباطات با آن رقابت می‌کند. فرهنگ پاپ کره جنوبی نیز در سال‌های اخیر در پدیده ای معروف به موج کره‌ای در خارج از کشور رونق گرفته‌است.
به دلیل نفوذ شوروی، کره شمالی یک دولت کمونیستی با رهبری ارثی با پیوندهایی با چین و اتحاد جماهیر شوروی، تأسیس کرد. کیم ایل سونگ تا زمان مرگش در سال ۱۹۹۴ رهبر عالی شد، پس از آن پسرش کیم جونگ ایل قدرت را به دست گرفت. فرزند کیم جونگ ایل، کیم جونگ اون رهبر فعلی است که پس از مرگ پدرش در سال ۲۰۱۱ قدرت را به دست گرفت. پس از انحلال اتحاد جماهیر شوروی در ۱۹۹۱، اقتصاد کره شمالی در مسیر نزولی شدید قرار گرفت و در حال حاضر به شدت متکی به کمک‌های بین‌المللی برای مواد غذایی و تجارت با چین است.